# サン川
サン川（サンがわ、ポーランド語:Sanサーン；シャン川；ウクライナ語:Сянシャーン） は、ポーランドを流れるヴィスワ川水系の河川である。最上流部はポーランドとウクライナの国境となっている。

## 地理
ポーランド南端のカルパチア山脈に源を発する。ポーランドとウクライナとの間の50kmの国境線として北西方向に流れポーランド領内に入り、ヴィスワ川に合流する。16,861km2の流域を持ち、このうち内14,390km2がポーランド領である。
上流部の国境沿いのウクライナのナトシャーンスキー地域景観公園内の37 haの高層湿原は2019年にラムサール条約登録地となった。

## 名称の由来
名称は、古インド・ヨーロッパ語族の単語で「早い流れ」を意味する。ケルト語派では、たんに「川」を意味している。

## 流域の都市
いずれもポーランドの都市
- レスコ（ポーランド語版）（Lesko）
- ザグシュ（ポーランド語版）（Zagórz）
- サノク（Sanok）
- ドィヌフ（ポーランド語版）（Dynów）
- プシェムィシル（Przemyśl）
- ラディムノ（ポーランド語版、英語版）（Radymno）
- ヤロスワフ（ポーランド語版、英語版）（Jarosław）
- シェニャヴァ（ポーランド語版、英語版）（Sieniawa）
- レジャイスク（Leżajsk）
- ルドニク・ナド・サネム（ポーランド語版）（Rudnik nad Sanem）
- ウラヌフ（ポーランド語版）（Ulanów）
- ニスコ（ポーランド語版）（Nisko）
- サンドミェシュ（Sandomierz）
- スタロヴァ・ヴォラ（ポーランド語版）（Stalowa Wola）